# Grupo de osos
Group of Bears es una escultura de 1932 hecha por el artista estadounidense Paul Manship. 

## Descripción
La escultura mide 88 x 72 x 56 pulgadas y forma parte de la colección del Museo Metropolitano de Arte. Se encuentra en el Patio de juegos de Pat Hoffman Friedman, en Central Park, en la Quinta Avenida y la Calle 79.
Existen diversas versiones de la obra, la primera de ellas fueron presentadas por William Church Osborn Gates (1952) y Paul J. Rainey Memorial Gates (1933) en el Zoológico del Bronx. La última versión de la obra fue realizada en 2008 y se puede encontrar en Compton Gardens, en Bentonville, Arkansas.